# Transneft
Transneft (russisch Транснефть) ist ein staatliches russisches Unternehmen mit Firmensitz in Moskau, das die Erdöl-Pipelines des Landes betreibt. Das Unternehmen ist im RTS Index gelistet.
Transneft wurde 1993 gegründet und verfügt heute über das weltgrößte Pipeline-System mit einer Gesamtlänge von knapp 50.000 Kilometer. Präsident des Unternehmens war von September 1999 bis September 2007 Semjon Weinstock (* 1947); Nikolai Tokarew (* 1950) wurde sein Nachfolger.
Die neue Route der geplanten Ölpipeline von Ostsibirien zum Pazifik bietet die Möglichkeit, mehr Erdöl durch die Leitung zu pumpen. Diese Meinung vertrat Alexej Warlamow, stellvertretender russischer Minister für Naturressourcen, auf dem Baikaler Wirtschaftsforum. Da die neue Route über öl- und gasfündige Gebiete im Norden und im Osten Russlands verläuft, sei mit zusätzlichen Öl- und Gasmengen zu rechnen, erläuterte er. Die erste Bauroute musste aus Umweltschutzgründen weiter vom Baikalsee weg verlegt werden. Der erste Strang der Ölleitung soll zwischen Taischet und Skoworodino gebaut werden. Ihre Durchlasskapazität ist mit 30 Millionen Tonnen im Jahr geplant. Parallel soll ein Ölterminal in der russischen Pazifik-Region Primorje entstehen. In der zweiten Etappe soll ein Strang von Skoworodino nach Kosmino mit einer Durchlasskapazität von 50 Millionen Tonnen verlegt werden, wobei die Durchlassleistung der Taischet-Skoworodino-Pipeline auf 80 Millionen Tonnen steigen soll.
2007 geriet das Unternehmen aufgrund von Lieferengpässen in die Berichterstattung der Medien.
2025 starb der Vizechef Andrei Badalow. Seine Leiche wurde unter einem Fenster gefunden. Russische Behörden gehen vorläufig von einem Suizid aus.

## Sanktionen der EU, des Vereinigten Königreiches und Vereinigten Staaten
Am 24. Februar 2022 wurde Transneft aufgrund des Ukrainekrieges mit Sanktionen der EU, Vereinigten Staaten und dem Vereinigten Königreich belegt. Finanztransaktionen mit Transneft sind verboten.
Seit Dezember 2022 hat die EU wegen Moskaus Angriffskriegs gegen die Ukraine ein Einfuhrverbot für russisches Öl auf dem Seeweg verhängt. Deutschland und Polen haben sich zudem verpflichtet, ab dem Jahreswechsel kein russisches Öl mehr aus der „Druschba“-Pipeline abzunehmen. Die russische Regierung will (Stand 4. Januar 2023) die Veröffentlichung von Informationen über den staatlichen Ölpipeline-Betreiber Transneft bis mindestens 2024 beschränken. Das Kartellamt Russlands teilte mit, Ziel der geplanten Regulierung sei „die Minimierung der Risiken einer Verstärkung des Sanktionsdrucks auf die Dienstleistungsnutzer für den Transport von Öl und Ölprodukten“.